# Tongyong pinyin
 (avril 2009).
Pour les articles homonymes, voir Pinyin (homonymie).
Le tongyong pinyin (en chinois : 通用拼音 ; pinyin : tōngyòng pīnyīn ; litt. « usage commun, expression des sons ») a été la transcription officielle en alphabet latin du chinois mandarin en république de Chine (Taïwan) entre 2002 et 2008. Le système a été utilisé non officiellement entre 2000 et 2002, années d'étude d'un nouveau système de transcription en caractères latins pour la république de Chine. Le ministère de l'Éducation de la république de Chine a approuvé le système en 2002, mais son utilisation n'était pas obligatoire. Depuis le 1er janvier 2009, le tongyong pinyin n'est plus un système officiel, le ministère de l'Éducation ayant approuvé le hanyu pinyin le 16 septembre 2008,.

## Photos

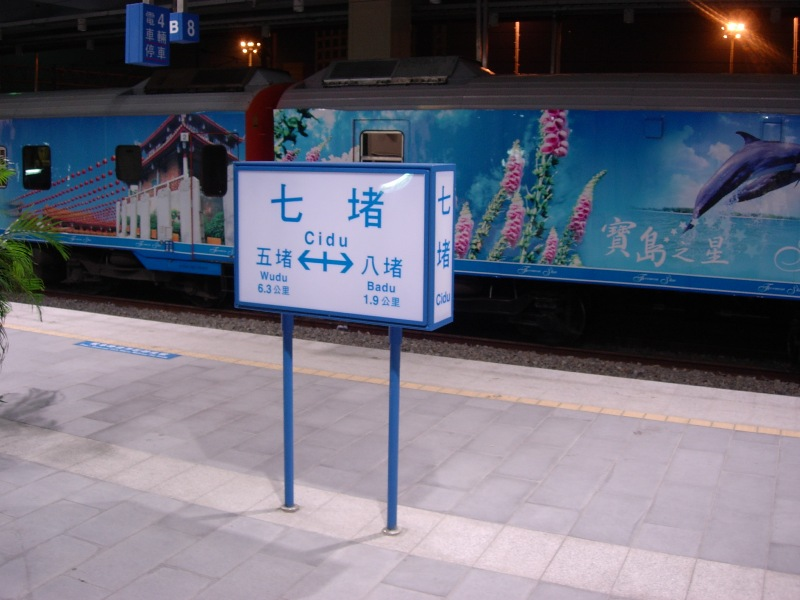
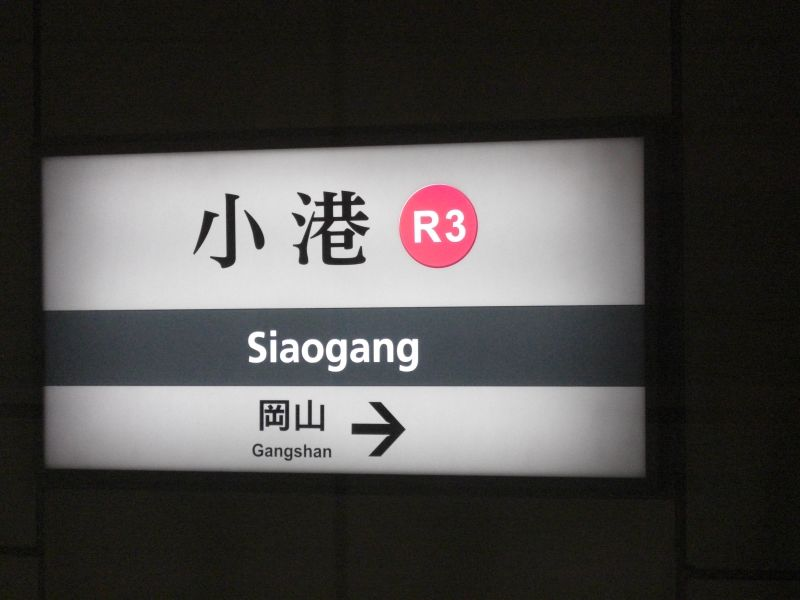
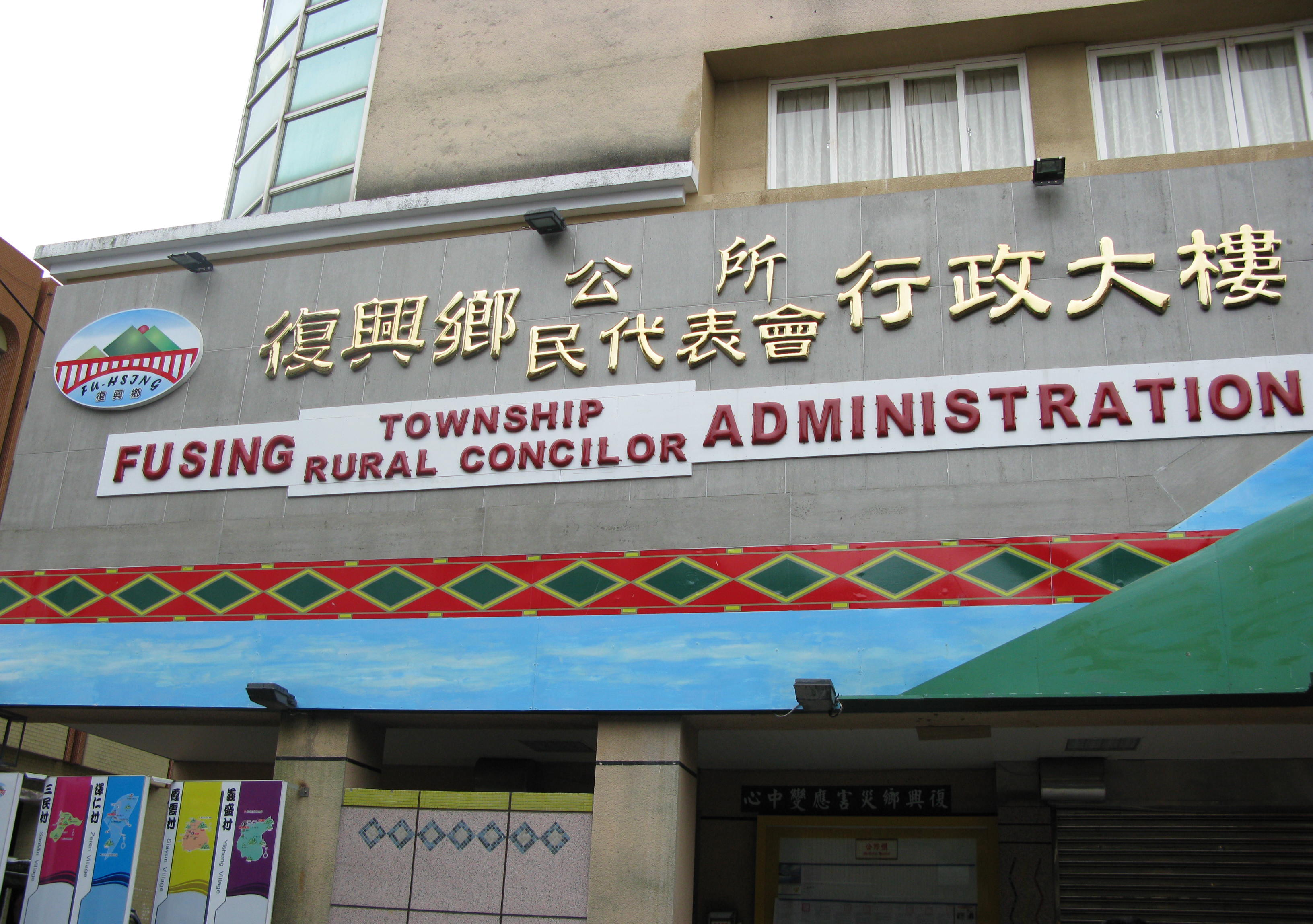